# Риба въдичар
Рибите въдичари (Linophryne arborifera) са вид актиноптери от семейство Linophrynidae.
Те са незастрашен вид.
Таксонът е описан за пръв път от Чарлз Тейт Риган през 1925 година.